# Markresonans
Markresonans är en form av självsvängning som kan drabba vissa rotorsystem som kan orsaka problem främst för helikoptrar. Stela eller halvstela rotorblad är i regel inte känslig för markresonans. Ett helt ledat rotorblad kan vara mycket känslig. Detta beror på att bladen kan pendla framåt och bakåt i rotationsplanet. Denna förmåga gör att rotorn balanserar sig själv i luften och ger en behaglig flygning. Problem kan dock uppstå på marken. Ifall rotorbladen hamnar i en pendling på marken så kommer rotordiskens tyngdpunkt inte att ligga exakt över rotormasten. Helikoptern kommer då i gungning och detta kan leda till att helikoptern välter. 
Lösningen kan vara att göra ett snabbt gaspådrag eller att öka lyftkraften. Alla blad kommer då att gå mot sitt bakre stopp och rotordisken blir därmed åter i balans.
Vissa helikoptrar har system med dämpare på landställen för att motverka detta fenomen.